# لاوسون دث
لاوسون دث (انگلیسی: Lawson D'Ath؛ زادهٔ ۲۴ دسامبر ۱۹۹۲) بازیکن فوتبال اهل بریتانیا است.
از باشگاه‌هایی که در آن بازی کرده‌است می‌توان به باشگاه فوتبال یئوویل تاون، باشگاه فوتبال چلتنهام تاون، باشگاه فوتبال ردینگ، باشگاه فوتبال اکستر سیتی، باشگاه فوتبال داگنم و ردبریج، و باشگاه فوتبال نورث‌همپتون تاون اشاره کرد.